# Cumulus congestus
Cumulus congestus (Cu con) (łac. congěrere – razem znosić, zbierać, gromadzić, wznosić, budować) – wypiętrzona chmura kłębiasta, przeważnie o dużej rozciągłości pionowej (większej niż rozciągłość pozioma). Jej górna pączkująca część często ma wygląd kalafiora. Chmury tego typu potrafią wypiętrzać się do wysokości nawet kilku kilometrów. W związku z tym dają niekiedy krótkotrwałe, przelotne opady deszczu lub śniegu o natężeniu słabym lub umiarkowanym. Ze względu na to, że wypiętrzają się dość wysoko, opady z chmur Cumulus congestus zwykle mają grubą frakcję. Chmury te często przy braku warstw hamujących przekształcają się w chmury Cumulonimbus. Natomiast gdy je napotkają, przekształcają się w chmury Stratocumulus cumulogenitus.
Symbol klucza CL=2  przewidziany dla Cumulus congestus.